# Møbelringen Cup 2017
Møbelringen Cup 2017 er den 17. udgave af Møbelringen Cup og afholdes fra den 23. – 26. november 2017 i Sotra Arena vest for Bergen i Norge. Turneringen har deltagelse af Sydkorea, Rusland, Ungarn og værtsnationen Norge.

## Resultater
| Dato          | Hold 1   | Hold 2   | Resultat |
| ------------- | -------- | -------- | -------- |
| 23.11         | Norge    | Sydkorea | 39-28    |
| 23.11         | Rusland  | Ungarn   | 35-33    |
| 25.11         | Sydkorea | Rusland  | 30-34    |
| 25.11         | Norge    | Ungarn   | 29-24    |
| 26.11         | Ungarn   | Sydkorea | 28-27    |
| 26.11         | Norge    | Rusland  | 32-31    |
| Kilde (norsk) |          |          |          |

| Hold          | Kampe | Mål    | Point |
| ------------- | ----- | ------ | ----- |
| Norge         | 3     | 95-79  | 5     |
| Rusland       | 3     | 96-90  | 5     |
| Ungarn        | 3     | 85-91  | 2     |
| Sydkorea      | 3     | 85-101 | 0     |
| Kilde (norsk) |       |        |       |

## All-Star Hols
All-Star holdet, blev offentliggjort d. 26. november 2017.
- Målvogter:  Katrine Lunde (NOR)
- Højre fløj:  Julija Managarova (RUS)
- Højre back:  Nora Mørk (NOR)
- Playmaker:  Stine Bredal Oftedal (NOR)
- Venstre back:  Daria Dmitrieva (RUS)
- Venstre fløj:  Nadine Schatzl (HUN)
- Stregspiller:  Heidi Løke (NOR)